# Bad Nenndorf
Bad Nenndorf est une ville de Basse-Saxe en Allemagne, dépendant de l'arrondissement de Schaumbourg. Les villages voisins de Waltringhausen, Horsten et Riepen appartiennent à la municipalité de Bad Nenndorf. Elle a reçu ses droits de ville en 2005.

## Histoire
La ville a été mentionnée pour la première fois dans un document officiel en 936 sous le nom de Nyanthorpe.

## Jumelages
- Doudeville (France)
- Gdów (Pologne)